# Abadía de Dragsmark
La abadía de Dragsmark (en sueco: Dragsmarks kloster) fue una Canonjía premonstratense en Båhuslen, anteriormente en Noruega, ahora en Bohuslän, Suecia.
El monasterio de Dragsmark, también conocido como "Marieskog" en noruego, fue fundado poco antes de 1260 con el apoyo del rey Haakon IV de Noruega, y fue dedicado a la Santísima Virgen María.
La abadía era muy rica en su apogeo y tenía una prestigiosa escuela, pero decayó durante el siglo XV y ya en 1519 estaba bajo la supervisión de un administrador laico. Fue el primer monasterio en Noruega en ser secularizado. Con la Reforma Protestante, la Corona se lo arrendó a un inquilino en 1532, con la condición de que fuese conservado.